# L1 Puppis
L1 Puppis (L1 Pup / HD 56022 / HR 2746 / SAO 218546) es una estrella de magnitud aparente +4,89 en la constelación de Puppis, la popa del mítico Argo Navis. Forma una doble óptica con L2 Puppis, situada al norte, estando ambas estrellas separadas al menos 10 años luz. L1 Puppis se encuentra a 181 años luz del sistema solar.
L1 Puppis es una estrella blanca de tipo espectral A0sp catalogada como A peculiar. Este clase de estrellas se caracterizan por tener campos magnéticos fuertes y por una rotación comparativamente lenta en relación con otras estrellas de tipo A. La velocidad de rotación de L1 Puppis es 28 km/s, lejos de la de otras estrellas A que superan los 100 km/s.
Posee un campo magnético superficial de 0,5 kG.
Con una temperatura efectiva de 9600 K, es 37 veces más luminosa que el Sol. Tiene un diámetro 6,3 veces más grande que el diámetro solar.
L1 Puppis es una estrella variable del tipo Alfa2 Canum Venaticorum. Su brillo oscila entre magnitud aparente +4,86 y +4,93 a lo largo de un período de poco más de 22 horas. Recibe la denominación, en cuanto a variable, de OU Puppis.